# Royal College of General Practitioners
Il Royal College of General Practitioners (RCGP) è l'organismo professionale dei medici di medicina generale  (GPs/Family Physicians/Primary Care Physicians) nel Regno Unito. 
Il RCGP rappresenta e supporta i medici di medicina generale su questioni chiave, tra cui le licenze, l'istruzione, la formazione, la ricerca e gli standard clinici. 
È il più grande dei collegi reali di medicina, con oltre 50.000 soci. Il RCGP è stato fondato nel 1952 a Londra ed è un ente di beneficenza registrato. Il suo motto è 